# Setia Negara (Siantar Sitalasari)
Setia Negara is een bestuurslaag in het regentschap Pematang Siantar van de provincie Noord-Sumatra, Indonesië. Setia Negara telt 6669 inwoners (volkstelling 2010).